# Glasites
Les Glasites ou Glassites sont les membres d'une petite église chrétienne fondée vers 1730 en Écosse par John Glas,. La foi de Glas, dans le cadre du premier Grand réveil (1720-1770), a été propagée par son beau-fils Robert Sandeman (1718-1771), théologien, en Angleterre et aux États-Unis, où les membres ont été appelés Sandemanians.
Glas ne s'est dissocié de la Confession de foi de Westminster que dans ses vues sur la nature spirituelle de l'église et sur les fonctions du « Civil Magistrate ». Mais Sandeman a ajouté une doctrine distinctive sur la nature de foi qui est ainsi énoncée sur sa pierre tombale : « Que la simple mort de Jésus-Christ, sans pensée ni action de la part de l'homme, est suffisante pour présenter le chef des pécheurs sans tache devant Dieu. »
Dans une série de lettres à James Hervey, auteur de Theron and Aspasio, Sandeman a affirmé que justifier la foi était un simple consentement au témoignage divin concernant Jésus, ne différant d'aucune manière en son caractère de conviction d'aucun témoignage ordinaire.

## Croyances et pratiques

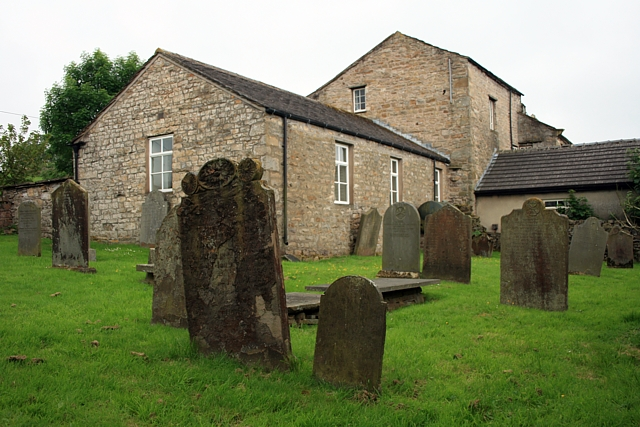
Cimetière Sandemanian, Gayle, Yorkshire

Dans leur pratique, les églises glasites visent une stricte conformité avec le christianisme primitif. 
- Chaque congrégation a une gouvernance collégiale de pasteurs, d'anciens, ou d'évêques, choisis en fonction de la lecture des épîtres de l'apôtre Paul, sans distinction d’éducation antérieure ou d’occupation actuelle, et qui jouissent d’une parfaite  égalité en exercice[7].
- Le fait d'avoir été marié une deuxième fois était disqualifiant pour l'ordination ou même pour la conservation d'un poste d’évêque.
- Dans toute action de l'église, l'unanimité était considérée comme nécessaire ; si un membre était d’un avis différent des autres, il devait se soumettre ou bien être exclu de la pleine communion de sa communauté[8].
- Il était interdit de prier avec toute personne ne faisant pas partie de la dénomination chrétienne était considéré comme illégal, de même que manger ou de boire avec celui qui a été excommunié à tort.
- Le rite de la sainte cène (Lord's Supper) est observé chaque semaine et entre le service de midi et l'après-midi tous les dimanches, un festin d'amour est organisé, auquel chaque membre doit être présent. Cela a pris la forme non pas de morceaux symboliques de vin et de pain, comme dans d'autres communions, mais d'un repas (relativement) substantiel, une coutume qui a valu au surnom de la "Glasite de 'Kail Kirk'" pour le bouillon écossais qui y est servi[9]. Cette coutume peut être due pour une part, à une volonté de réponse charitable à la pauvreté de la plupart des membres de cette Église et d'autre part à une réponse pragmatique à la durée des services religieux (en particulier les sermons) et les distances que certains membres de la congrégation devaient parcourir pour y assister.
- Dans les cultes glasites, tout membre qui "possède le don d'édifier les frères" est autorisé à parler.
- La pratique du lavement des pieds a été observée à un moment donné.
- Il est de coutume que chaque frère et sœur reçoive de nouveaux membres, lors de son admission, avec un saint baiser.
- "Les bêtes étranglées et le sang" sont objet d'abstinence rigoureuse. Ils désapprouvent tous les jeux de hasard et loteries.
- L'accumulation de richesses est considérée comme non biblique et inappropriée[10].